# The Love Unlimited Orchestra
The Love Unlimited Orchestra foi uma orquestra de cordas de 40 instrumentos, formada pelo cantor e compositor estadunidense Barry White, que servia de apoio para o artista e para o trio vocal feminino Love Unlimited. A partir do início da década de 1970, a orquestra também gravou vários singles e álbuns sob seu próprio nome.

## Carreira
Seu single de maior sucesso foi o disco instrumental "Love's Theme", de 1973. A faixa, escrita por Barry White, ficou em 1º lugar na parada musical dos Estados Unidos e em 10º lugar no UK Singles Chart. A RIAA concedeu um disco de ouro à orquestra em 7 de fevereiro de 1974.

## Discografia

### Álbuns
| 1974                                                                                          | Rhapsody in White                               | 8   | 2  | 26 | 7  | 50 | - RIAA: Ouro - BPI: Ouro | 20th Century     |
| 1974                                                                                          | Together Brothers                               | 85  | 15 | —  | —  | —  |                          | 20th Century     |
| 1974                                                                                          | White Gold                                      | 28  | 10 | 93 | 52 | —  | - RIAA: Ouro             | 20th Century     |
| 1975                                                                                          | Music Maestro Please                            | 94  | 14 | —  | —  | —  |                          | 20th Century     |
| 1976                                                                                          | My Sweet Summer Suite                           | 123 | 35 | —  | —  | —  |                          | 20th Century     |
| 1978                                                                                          | My Musical Bouquet                              | 201 | 53 | —  | —  | —  |                          | 20th Century Fox |
| 1979                                                                                          | Super Movie Themes: Just a Little Bit Different | —   | —  | —  | —  | —  |                          | 20th Century Fox |
| 1981                                                                                          | Let 'Em Dance                                   | —   | —  | —  | —  | —  |                          | Unlimited Gold   |
| 1981                                                                                          | Welcome Aboard                                  | —   | —  | —  | —  | —  |                          | Unlimited Gold   |
| 1983                                                                                          | Rise                                            | —   | —  | —  | —  | —  |                          | Unlimited Gold   |
| "—" indica uma gravação que não ficou bem classificada ou não foi lançada naquele território. |                                                 |     |    |    |    |    |                          |                  |

### Singles
| 1973                                                                                          | "Love's Theme"                                                | 1   | 10 | 1  | —  | 9 | 1  | 10 | - RIAA: Ouro | Rhapsody in White                               |
| 1974                                                                                          | "Rhapsody in White"                                           | 63  | 48 | 34 | —  | — | 63 | —  |              | Rhapsody in White                               |
| 1974                                                                                          | "Theme from Together Brothers"                                | —   | —  | —  | —  | — | —  | —  |              | Together Brothers                               |
| 1974                                                                                          | "Baby Blues"                                                  | 102 | —  | —  | —  | — | —  | —  |              | Rhapsody in White                               |
| 1975                                                                                          | "Satin Soul"                                                  | 22  | 23 | 39 | 11 | — | 54 | —  |              | White Gold                                      |
| 1975                                                                                          | "Forever in Love"                                             | —   | 22 | —  | —  | — | —  | —  |              | Music Maestro Please                            |
| 1975                                                                                          | "Midnight Groove"                                             | 108 | 91 | —  | —  | — | —  | —  |              | Music Maestro Please                            |
| 1976                                                                                          | "My Sweet Summer Suite"                                       | 48  | 28 | 30 | 1  | — | —  | —  |              | My Sweet Summer Suite                           |
| 1976                                                                                          | "Brazilian Love Song"                                         | —   | —  | —  | 1  | — | —  | —  |              | My Sweet Summer Suite                           |
| 1977                                                                                          | "Theme from King Kong (Part 1)"                               | 68  | 15 | 27 | 7  | — | —  | —  |              | Super Movie Themes: Just a Little Bit Different |
| 1978                                                                                          | "Hey Look at Me, I'm in Love"                                 | —   | —  | —  | —  | — | —  | —  |              | My Musical Bouquet                              |
| 1979                                                                                          | "Theme from Shaft"                                            | —   | —  | —  | —  | — | —  | —  |              | Super Movie Themes: Just a Little Bit Different |
| 1980                                                                                          | "Young America"                                               | —   | —  | —  | —  | — | —  | —  |              | Let 'Em Dance                                   |
| 1980                                                                                          | "I Wanna Boogie and Woogie with You"                          | —   | —  | —  | —  | — | —  | —  |              | Let 'Em Dance                                   |
| 1981                                                                                          | "Vieni Qua Bella Mi"                                          | —   | —  | —  | —  | — | —  | —  |              | Let 'Em Dance                                   |
| 1981                                                                                          | "Lift Your Voice and Say (United We Can Live in Peace Today)" | —   | —  | —  | —  | — | —  | 76 |              | Welcome Aboard                                  |
| 1981                                                                                          | "Welcome Aboard"                                              | —   | —  | —  | 59 | — | —  | —  |              | Welcome Aboard                                  |
| 1982                                                                                          | "Night Life in the City"                                      | —   | —  | —  | —  | — | —  | —  |              | Welcome Aboard                                  |
| 1983                                                                                          | "Do It to the Music... Please"                                | —   | —  | —  | —  | — | —  | —  |              | Rise                                            |
| 1983                                                                                          | "My Laboratory (Is Ready for You)"                            | —   | —  | —  | —  | — | —  | —  |              | Rise                                            |
| "—" indica uma gravação que não ficou bem classificada ou não foi lançada naquele território. |                                                               |     |    |    |    |   |    |    |              |                                                 |